# کوئل پوری
کوئل پوری (به انگلیسی: Koel Purie) (زاده ۲۵ نوامبر ۱۹۷۸) بازیگر هندی است.
از کارهای معروف او می‌توان به بازی در فیلم راک آن!! و گاهی در زندگی اشاره کرد.